# Пилава Горна
Пилава Горна (пољ. Piława Górna) град је у Пољској у Војводству доњошлеском. По подацима из 2012. године број становника у месту је био 6749.

## Становништво
| 2012. |
| ----- |
| 6.749 |